# Erreway
Gli Erreway sono un gruppo pop rock argentino formatosi nel 2002 durante le riprese della telenovela Rebelde Way, composto da Felipe Colombo, Benjamín Rojas, Camila Bordonaba e precedentemente da Luisana Lopilato che ha abbandonato il gruppo nel 2004. Il gruppo si scioglie nel 2007 per poi ritornare con un nuovo tour nel 2024.

## Storia del gruppo

### 2002-2004;Rebelde Way, il primo, il secondo e terzo album,Señales,TiempoeMemoria
I quattro ragazzi iniziarono il loro percorso musicale nella telenovela argentina e messicana (solo per Felipe Colombo, in seguito recita anche nel film argentino Chiquititas: Rincón de luz) dal nome Chiquititas, creata da Cris Morena. Grazie a questa serie incisero la loro voce nei vari album della telenovela. Nel 2002, Camila Bordonaba, Felipe Colombo, Luisana Lopilato e Benjamín Rojas sono stati scelti come protagonisti per la telenovela Rebelde Way di Cris Morena Group con i rispettivi ruoli di Marizza Pía Spirito, Manuel Aguirre, Mía Colucci e Pablo Bustamante. La telenovela è andata in onda dal 27 maggio 2002 al 10 novembre 2003, con due stagioni e 318 episodi.
La telenovela ha avuto un successo internazionale e ha permesso di creare il gruppo musicale Erreway, firmando un contratto con la Sony Music e pubblicando il primo album in studio il 29 luglio 2002 dal titolo Señales, che ha venduto 1 milione di dischi in tutto il mondo ottenendo un doppio disco di platino in Argentina. I singoli estratti dall'album sono Sweet Baby, Bonita de más, Resistiré, Inmortal, Amor de engaño e Será porque te quiero. Per pubblicizzare l'album hanno tenuto il Tour Señales nel dicembre 2002.
Il 15 aprile 2003 viene pubblicato il secondo album in studio, Tiempo. Ha venduto 1 milioni di copie nel mondo ed è stato nominato il loro miglior album da parte della critica. I singoli Tiempo, Será de Dios, Para cosas buenas, Que estés, Te soñé e Vas a salvarte hanno raggiunto le prime posizione delle classifiche IFPI e CAPIF. L'album contiene una cover della canzone degli anni 80 Vamos al ruedo, del gruppo musicale rock argentino Los Abuelos de la Nada, gli Erreway hanno dato la loro versione dandole un tocco più pop.
Il 12 giugno, si sono presentati a Miami per il premio INTE, tenendo uno show all'Hard Rock Stadium. Per pubblicizzare l'album si è tenuto un tour dal nome Tour Nuestro Tiempo, iniziato il 5 luglio a Rosario al Estadio Cubierto Claudio Newell, e finito l'8 aprile 2004 in Israele al Yad-Eliyahu Arena di Tel Aviv. Sono stati in Argentina, Paraguay, Perù, Ecuador, Uruguay, Repubblica Dominicana, Ecuador e Israele. Il 31 gennaio 2004 appaiono sulla rivista Billboard, essendo una delle prime band argentine ad apparire sull'importante rivista. Dopo la fine della telenovela, gli Erreway hanno firmato un contratto per un altro album e una fine per la telenovela con un film, nel quale avrebbero interpretato gli stessi personaggi della telenovela: Manuel, Marizza, Mía e Pablo. La première di Erreway: 4 caminos è stata il 1º luglio 2004, Il terzo album in studio, Memoria, è uscito il giorno dopo, il 2 luglio e include le canzoni del film. L'album contiene soltanto un singolo, Memoria, con il suo B side Que se siente, è diventato così il singolo della band di maggior successo, debuttando al numero 1 nella Argentine Billboard Chart. Si distingue anche come una delle canzoni con più successo di Cris Morena. Nel 2004, Lopilato lasciò la band, dopo il tour Gira de Despedida de Erreway, il 1º dicembre, si sciolsero.

### 2006-2009; Nuovi tour e attività
Il 3 marzo 2006, grazie al grande successo della telenovela Rebelde Way in Spagna, viene pubblicato la compilation, El disco de Rebelde Way. Nella prima settimana di uscita è arrivato al secondo posto degli album più venduti in Spagna, arrivando al primo posto la settimana dopo, rimanendoci per due settimane. In tre settimane è diventato disco d'oro, vendendo 40.000 di copie. Il 10 luglio, Bordonaba e Colombo si sono recati in Spagna per promuovere la compilation e hanno iniziato un tour di firmacopie in quattro città spagnole: Murcia, Valencia, Madrid e La Coruña. Il 19 settembre è uscito in Spagna, l'album dal vivo Erreway en concierto. L'album include le greatest hits e un DVD, con i video del tour. Ha ottenuto il 3 posto degli album più venduti nella prima settimana di uscita. A dicembre, si riunirono per un tour in Spagna, al quale Lopilato non partecipò per motivi di lavoro, essendo impegnata nelle riprese della sit-com Casados con Hijos, non ha intrapreso questa nuova fase del gruppo musicale e ha deciso di lasciare la band, trasformando così gli Erreway in un trio. Il tour, chiamato Erreway: Gira de España, inizia il 2 dicembre al Palau Sant Jordi di Barcellona, per continuare il 3 dicembre al Pabellón Príncipe Felipe di Saragozza, il 5 dicembre a Vigo al Pabellón IFEBI e infine il 7 dicembre al Plaza de Toros de la Cubierta de Léganes di Madrid. Quell'anno in Spagna, "Rebelde" è stato l'8° termine più cercato su Google.
Il 19 giugno 2007 hanno presentato la seconda compilation, Erreway presenta su caja recopilatoria, pubblicato in Spagna. Un giorno dopo l'uscita, si recano in Spagna per promuovere la compilation, e hanno cantato a Valencia all'evento music festival Sunny Happy Day, di fronte a 50.000 persone. Si è parlato di un nuovo album, chiamato Vuelvo, esclusivo per la Spagna, con canzoni tra le quali alcune registrate nel 2004 per l'album Memoria e nuove canzoni. L'album doveva uscire nel 2008, ma non fu mai pubblicato a causa della fine del gruppo, è stato anche cancellato il tour programmato in Spagna. A fine 2007 si sciolgono definitivamente. Nell'ottobre 2009, si diceva che gli Erreway si sarebbero riuniti come quartetto l'8 ottobre, che è stata chiamata la Giornata Internazionale degli Erreway, per un tour europeo, ma non si è realizzato.
Il 9 dicembre 2020, per celebrare il primo anniversario della pubblicazione di Rebelde Way su Netflix, Cris Morena ha annunciato che l'album Vuelvo sarebbe stato pubblicato nel 2021. Il 28 maggio è stata pubblicata la prima canzone promozionale intitolata Vuelvo e una settimana dopo, il 4 giugno, è stata pubblicata Vamos al cielo, il 18 giugno viene pubblicato il quarto album in studio, Vuelvo.
Durante la loro carriera insieme, hanno posato tutti e quattro per la marca di vestiti 47 Street. Una volta divisi, sia Lopilato che Rojas, hanno continuato a posare sia indipendentemente che insieme per questa marca. Gli Erreway, nel 2003 hanno pubblicizzato le caramelle Bubbaloo, che compaiono anche nella telenovela Rebelde Way. Tra il 2002 e il 2004, hanno posato per riviste sia per la telenovela che per la band, tra cui Caras, Gente e SuperPop.
A novembre 2024 sui social è stato annunciato il ritorno della band per un tour mondiale nel 2025, chiamato Juntos otra vez, con date in Ecuador, Perù,Grecia ,Spagna e Italia.

## Formazione
- Felipe Colombo – voce (2002–2007;2024-presente)
- Benjamín Rojas – voce (2002–2007;2024-presente)
- Camila Bordonaba – voce (2002–2007;2024-presente)
- Luisana Lopilato – voce (2002–2004)

Musicisti
- Silvio Furmanski – chitarra elettrica
- Laura Corazzina – basso elettrico
- Luis Burgio – batteria
- Gustavo Novello – tastiera elettronica
- Florencia Ciarlo – coro
- Willie Lorenzo – coro, chitarra e vocal coach

## Discografia

### Album in studio
- 2002 – Señales
- 2003 – Tiempo
- 2004 – Memoria
- 2021 – Vuelvo

## Filmografia

### Cinema
- Erreway: 4 caminos, regia di Ezequiel Crupnicoff (2004)

## Tournée
- 2002/03 – Tour Señales
- 2003/04 – Tour Nuestro Tiempo
- 2004 – Gira de Despedida de Erreway
- 2006 – Erreway: Gira de España
- 2025 – Erreway - Tour 2025